# Black Tie Nights
Black Tie Nights is een softerotische tv-serie, die liep van 2004 tot 2005.

## Verhaal
Olivia Hartley en Cooper Snow runnen een datingbureau. Ze worden geassisteerd door Ryan Lundy. 

## Cast
- Tiffany Bolton als Cooper Snow
- Amy Lindsay als Olivia Hartley
- Glen Meadows als Ryan Lundy
- Beverly Lynne als Candi Hicks